# Cunegonda di Bilstein
Cunegonda di Bilstein, in tedesco Kunigunde von Bilstein, (1080 circa – 1138/1140) fu una contessa di Gudensberg.

## Origini
Cunegonda era una figlia del conte Ruggero (o Rucker) II di Bilstein e probabilmente, ma non per certo, di una figlia dal nome sconosciuto del conte Guarneiro/Werner III di Gudensberg. 

## Matrimonio e figli
Cunegonda sposò il conte Giso IV di Gudensberg, della dinastia dei Gisonen, con il quale ebbe due figli: 
- Edvige di Gudenberg;
- Giso V di Gudenberg (1110 circa - 1137).

Dopo la morte di Giso IV il 12 marzo 1123, si risposò lo stesso anno il conte Enrico Raspe I di Turingia, fratello minore del marito di sua figlia Edvige, Ludovico I di Turingia. Nessun bambino nacque da questa unione. 

Enrico Raspe I, portabandiera dell'imperatore Lotario II di Supplimburgo, appare in documenti del 1130 come "conte di Gudensberg", ma venne assassinato nello stesso anno. Giso V morì prima di sua madre. L'intera eredità della dinastia dei Gisoni e gran parte di quella dei Bilstein tornarono quindi a Cunegonda, per poi andare, attraverso Edvige e Ludovico I di Turingia, ai Ludovingi. Fu in questo contesto che la dinastia Ludovingia impose la propria supremazia nel nord e nel centro dell'Assia, fino al XIII secolo, fino alla morte di Enrico Raspe IV e lo scoppio della guerra di successione della Turingia. 
| Controllo di autorità | VIAF (EN) 86113455 · CERL cnp01172396 · GND (DE) 137952058 |